# Kajuanak
Kajuanak is een bestuurslaag in het regentschap Bangkalan van de provincie Oost-Java, Indonesië. Kajuanak telt 3067 inwoners (volkstelling 2010).